# L'androide
L'androide (Circuitry Man) è un  film di fantascienza del 1990, diretto da Steven Lovy. È una storia di ambientazione post-apocalittica.

## Trama
Ambientato in un ipotetico futuro dove le persone per sfuggire agli effetti dell'inquinamento hanno trovato rifugio sotto la superficie terrestre, una guardia del corpo fugge con un androide cercando di viaggiare sino a New York,  vengono inseguiti da un criminale pericoloso.